# Sylviane Berthod
Pour les articles homonymes, voir Berthod.
Sylviane Berthod, née le 25 avril 1977 à Salins, originaire de Vernamiège dans le val d'Hérens, est une skieuse alpine suisse, qui a mis fin à sa carrière sportive à la fin de la saison 2007-2008.
Elle fut championne du monde junior en descente en 1995 et en super G en 1996 ce qu'il a propulsé en coupe d'Europe où elle a remporté 3 super G. Elle a également remporté quatre titres de championne de Suisse, le dernier en 1999.

## Palmarès

### Championnats du monde
- - Descente : Championne du monde juniors de ski alpin 1995 (Voss)
  - Descente : Championne du monde juniors de ski alpin 1996 (Hoch-Ybrig)

### Coupe du monde
- 1 victoire en course (en descente)

#### Saison par saison
- 2002 :
  - Descente : 1 victoire (Saint-Moritz)